# 皮爾斯縣 (威斯康辛州)
皮爾斯县（英語：Pierce County）是美國威斯康辛州西部的一個縣，西沿聖克羅伊河及密西西比河與明尼蘇達州相望。面積1,532平方公里。根據美國2000年人口普查，共有人口36,804人。縣治艾爾沃斯 (Ellsworth)。
成立於1953年3月14日。縣名紀念第十四任總統福蘭克林·皮爾斯 (Franklin Pierce)。